# Phasia aurigera
Phasia aurigera är en tvåvingeart som först beskrevs av Egger 1860.  Phasia aurigera ingår i släktet Phasia och familjen parasitflugor. Arten påträffas sällsynt i Sverige. Inga underarter finns listade i Catalogue of Life.